# Stanisław Biedkowski
Stanisław Biedkowski herbu Prawdzic – pisarz grodzki malborski w latach 1648–1652.
Poseł sejmiku sztumskiego na sejm 1649/1650 roku, poseł sejmiku generalnego pruskiego na sejmy 1650, 1652 (I) i 1652 (II) roku.